# Matthieu Bourel
Pour les articles homonymes, voir Bourrel.
Matthieu Bourel est un artiste visuel et collagiste français, aussi connu comme musicien, DJ, sound designer sous le pseudonyme d'Electric Kettle. 
Né à Rennes en 1976, il est élève au lycée Jean Macé, poursuit des études dans le domaine de l'audiovisuel à Paris et travaille une dizaine d’années comme monteur de films. Il est installé depuis 2005 à Berlin.

## Courant artistique
Matthieu Bourel se caractérise comme data-iste (=data+dadaïste). Il réalise des collages et des GIFs animés à base de vieilles photos collectées dans des livres ou des magazines à partir desquelles il réalise de nouvelles images déstructurées et recomposées. Il associe les techniques traditionnelles de collage par copier-coller avec l'édition et l'animation numérique. Passionné de cinéma, l’artiste parle de son « obsession à trouver et découper des photos trouvées » et de son désir de combiner plusieurs images. Il coupe, découpe, recoupe, redécoupe plusieurs images et le résultat est surréaliste. Matthieu Bourel commence à réfléchir et à travailler sur les collages dès l'âge de 16 ans. Il aime créer des collages irréels afin d'«évoquer une fausse histoire ou inspirer de la nostalgie d’une époque qui n’a jamais vraiment existé »,. Un de ses objectifs est de « créer ces images (pour) réagir à la surcharge visuelle qui nous bombarde sans cesse ». Outre les collages, il s'investit aussi dans la peinture depuis la naissance de son fils, mais de manière plus intériorisée. 
Depuis 2016, il entame des collaborations interdisciplinaires avec d'autres artistes comme le couturier Jun Takahashi,. Carlotta Ming dit de lui qu'il « remixe des visages vintage pour explorer l'identité et vaincre l'ennui ».
Touche à tout, l'artiste veut s'investir dans l'art sous toutes ses formes sans s'enfermer dans une seule. Il décrit son espace de travail présentant "une configuration différente à chaque coin. Un pour la peinture, des machines pour la musique, un bureau avec un ordinateur et une grande planche à découper pour le collage au milieu, avec des images tout autour. Comme un laboratoire où chaque activité se confond avec l'autre."
Ses influences sont, entre autres, Max Ernest, Hannah Höch, Jiří Kolář, Kurt Schwitters, Julien Pacaud, John Stezaker.

## Expositions
- 2019 : L'âge du collage 2. FeinkunstKrueger. Hambourg[10],[11].
- 2018 : The Curve, Berlin[12].
- 2017 : Exploring desires, Pavlovsdog, Berlin[13],[14].
- 2016 : Exposition de Gifs, avec Balibart et  PhenixDigital, Paris[15].
- 2015 : NYScope.
- 2014 : The Age of Collage, Berlin[16].
- 2014 : The Age of Collage, Feinkunst Krüger. Hambourg.
- 2010 : The power of boredom, SystM, Berlin[17].

## Illustration de presse
Depuis 2015, parallèlement à ses activités artistiques, ses concerts et à ses expositions, l'artiste réalise de très nombreuses illustrations pour Condé Nast, le New York Times,Wired, New Yorker, Variety, aux États-Unis, Libération et Le Figaro en France, Zeit Magazin, Art Kunstmagazin en Allemagne et Glamour en Italie,. Il considère que ces sollicitations viennent de "l'avantage d'avoir établi mon propre style avant d'être commandé aura fait la différence. Les gens (l)'appellent pour (sa) vision et (son) approche personnelle; ils ne (lui) demandent pas d'illustrer leur propre vision."

## Images animées
Depuis qu'il a franchi la quarantaine, l'artiste, formé au montage de films, s'est lancé dans la création d'images animées en utilisant les techniques du cinéma d’animation primitif et en se faisant des alliées des contraintes techniques et du format des premières images animées d'internet. Selon ses dires, sa manière de travailler numérique est identique à son travail "analogique" : de la colle et des ciseaux, même dématérialisés.
Il signifie son intérêt pour l'animation parce qu'à l' "ère numérique, les gens passent d’une chose à l’autre à la seconde, (et qu') un simple gif animé peut vous faire arrêter pendant quelques minutes. Une pause dans la précipitation pour arrêter et réfléchir." 
Il prend part à la première exposition de GIFs en plein air organisée à Paris, au travers d'une centaine d’écrans digitaux dispersés dans la ville.

## Illustration d'ouvrages
- Couvertures des romans de P.D. James pour les éditions Mondadori (Italie).
- Artificial Intelligence: An Illustrated History, From Medieval Robots to Neural Networks, Clifford A. Pickover, 224 pages, 2019, Sterling, " Sterling Illustrated Histories"  (ISBN 9781454933595).
- The art of collage, contemporary collage in modern art, collectif, 2013, Gestalten  (ISBN 978-3899554830).
- The art of collage 2, contemporary collage in modern art, collectif, 2016, Gestalten  (ISBN 978-3899555837).
- What We Buried, Kate A. Boorman, 2019, Henry Holt and Co. (ISBN 9781250191687).
- La ricerca della dignità e i nuovi populismi, Francis Fukuyama, 2019, UTET  (ISBN 978-8851167813).

## Pochettes de disques
- 2017 : Versus, Carl Craig (Infiné Records).
- 2015 : Your face, Venetian snares (Planet MU records Ltd).
- 2015 : Hunter, Monster X (Murder Channel).
- 2014 : Salle de shoot, Jessica93 / Mistress Bomb H.
- 2014 : Obscure the future, Somatic responses (Photon emission).
- 2012 : News from Berlin, Electric Kettle (Praxis).

## Livres
Son travail figure dans plusieurs ouvrages d'art, dont notamment :
- The art of collage 2, contemporary collage in modern art, collectif, 2016, Gestalten  (ISBN 978-3899555837).
- The art of collage, contemporary collage in modern art, collectif, 2013, Gestalten (ISBN 978-3899554830).

## Musique
Matthieu Bourel est aussi connu comme artiste sonore, sound designer et DJ en tant qu'Electric Kettle. Il prend son nom de DJ en 2003 et est classé dans la catégorie des musiques électroniques, dans le style breakcore, même s'il refuse de se laisser enfermer dans une case musicale trop restrictive. Invité de Philippe Garbit dans l'émission Sub-culture de France-Culture le 25 juillet 2007 pour expliquer ses influences, son travail et son parcours musical,.
Il refuse de rentrer au conservatoire, mais apprend le piano pendant quelques années. Puis découvre les orgues électroniques, les synthétiseurs, les samplers, tout un matériel qu'il a précieusement conservé et dont il continue à se servir pour alimenter ses propres productions sonores.
Ses influences musicales viennent du milieu rennais très vivant alimenté par les Transmusicales, les groupes qu'écoutaient son frère comme Front242, la noise music et la jungle qu'écoutent ses amis et les découvertes qu'il fait grâce à Yacine Mokhnachi, chez Cyborg Station un disquaire spécialisé dans les imports. Il participe à l'aventure du label Peace off. Malgré la richesse et la diversité des radios locales, des bars musicaux (le Carmès, le Chantier, le Synthi,...), des clubs (le Batchi, l'Intro, ...) et des salles de concerts ainsi que des productions rennaises (ATM et les autres), cette période est antérieure au développement d'Internet et de l'ouverture qu'il représente sur la diversité culturelle ; il dit s'être senti "limité" jusqu'au début des années 2000 à un accès restreint à un petit cercle de collectionneurs et d'influenceurs dont il était tributaire dans un domaine musical aussi pointu et expérimental qu'était le breakcore.
L'artiste, passionné de cinéma, intègre régulièrement des samples de dialogues ou de bruitages de films ou de série télé dans ses mixs, sa musique est "syncopée, mélangeant énergie et humour" 
Selon la chroniqueuse Shenyah, il y a un "appariement pertinent" et "magique" dans les résultats des créations visuelles et sonores de Matthieu Bourel pour qui, "En cas de succès, tous les éléments s'imbriquent dans l'ironie et la tension, tandis que toutes les autres réalités sont effacées, laissant le spectateur en tant que participant à l'intérieur de l'image, avec ses propres codes et ses propres connexions… L'image porte alors le poids d'une réalité personnelle.
Il est à l'affiche de nombreux clubs et festivals de tekno, comme le festival Noiseangriff de Berlin en 2013, festival Nerd Rage à berlin en 2011, au BeatNJuiceh de Gant en 2014, au Detonal de Berlin en 2014 , au brechungsindex 007 de Cologne en 2007,  au Jardin moderne à Rennes en 2010, ou du festival Smackdown XXL de Nimègue en 2008.

### Albums
Références musicales par ordre chronologiques 
- 2012 : News from Berlin, Praxis (12", W/Lbl et éditions numériques).
- 2007 : Camels To Cannibals, Peace Off – POFF LTD 16 (double vynyl 12", 33 ⅓ RPM).
- 2005 : Drunk & Disorderly, Label Combine – COMB 02 (Vinyl, 12", 33 ⅓ RPM).
- 2003 : Faster Ceremony And Ultra Discipline, , Peace Off – POFF LTD 16 (vynyl 12", 33 ⅓ RPM).

### Compilations
- 2006 : The Kamikaze Club Vol. 4 - titre "Hey you bomb the bass tribute", ed Peace off.
- 2004 : Bedroom Research, Volume 2 - titre "Dumb Bush Rush", éd Bedroom Research.

### Mixé dans les albums suivants
- 2014 : This Is Radioclash #091: Problèmes de lecture - DJ Sainte Rita, titre 23, Problème.
- 2004 : Diskore Mix - titre 4, Zook Territory Zpanned, Darkmatter.
- 2004 : Shotgun Wedding Vol. 1: The Bidoun Sessions - DJ /rupture & Mutamassik - titre 11, Angry Rootsman.
- 2004 : Invasion From XXX Dimension, DJ mix, Mutant Sniper, titre 12, Ours Chemist.

## Distinctions
- 2019 : Médaille d'or de la Society for News Design Chicago pour l'illustration de l'édition spéciale du New York Times "The Plot to Subvert An Election." (World’s Best Designed Newspaper this year)[29].
- 2018 : Il fait partie des gagnants de la 36e édition de la meilleure illustration américaine de la Fondation Orensanz (New-York) pour trois de ses images publiées dans le New Yorker, Variety et le New-York Times[30].